# Vallée de Roncal
Pour les articles homonymes, voir Roncal.
La vallée de Roncal (Valle de Roncal en espagnol, Erronkariko Ibarra en basque) est la plus orientale des vallées pyrénéennes de la Navarre, et constitue une mancommunauté (division administrative), dont le chef-lieu est le village de Roncal.
La vallée est orientée nord-sud. Elle se compose de sept villas (nom en basque entre parenthèses) : Burgui (Burgi), Garde, Isaba (Izaba), Roncal (Erronkari), Urzainqui (Urzainki), Uztárroz (Uztarroze) et Vidángoz (Bidankoze).

## Géographie

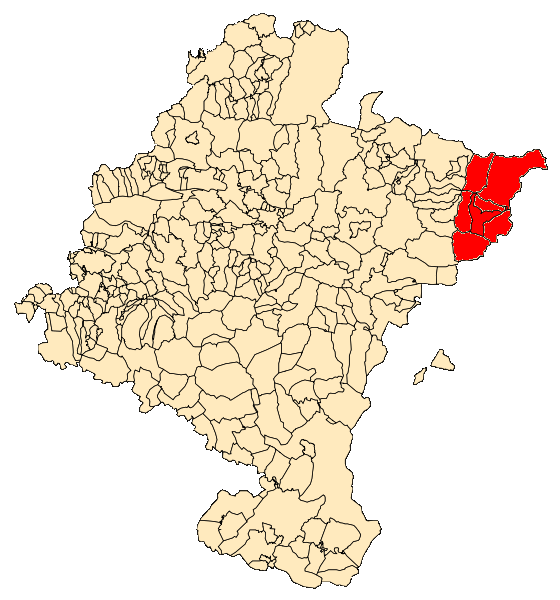
Situation de la vallée de Roncal en Navarre.

La vallée fait frontière avec la France (département des Pyrénées-Atlantiques, vallée de Barétous) au nord, avec l'Aragon à l'est (province de Huesca, vallée de Ansó) et au sud (Jacétanie, province de Saragosse), avec la vallée navarraise de Salazar à l'ouest.
Le caractère de la zone est incontestablement pyrénéen. Le relief a tendance à augmenter et à devenir plus accidenté à partir de Roncal vers Uztárroz, du sud au nord. La zone méridionale, autour de Burgui, se démarque par un relief montagneux relativement suave. Le secteur septentrional est le royaume de la roche et des forêts de hêtre et de chênes.
Au nord de la vallée se trouve la vallée de Belagua, qui s'avère être la seule vallée glaciaire de la Navarre. Celle-ci fut formée par une des langues de glace partant du glacier de Larra. La végétation y est composée de pins et sapins, de hêtres, de noisetiers, et autres chênes. La réserve naturelle de Larra se trouve au-delà de cette vallée ; c'est là que s'élève le point culminant de la Navarre : la Table des Trois Rois (2 421 mètres), ainsi que d'autres sommets importants (Lakartxela, Txamantxoia, etc.). Il s'agit par ailleurs d'un des plus importants massifs karstiques d'Europe.
Dans la vallée de Roncal survivent plusieurs espèces animales menacées, dont l'ours des Pyrénées.
Le climat de la région est très nettement montagnard, avec des étés plutôt brefs et tempérés, succédant à de longs et rigoureux hivers neigeux, qui permettent la pratique du ski de fond.
Les cours d'eau sont nombreux, le principal d'entre eux étant l'Esca (affluent de l'Aragon, lui-même affluent de l'Èbre), dans lequel se jettent de nombreux cours d'eau (Belagua, Uztárroz, etc.).

## Administration
En tant qu'entité administrative constituée en mancommunauté, la Vallée de Roncal est composée de sept villas (c'est-à-dire de communes autonomes dotées d'un conseil municipal). Ces municipalités sont regroupées au sein de la Junta del Valle de Roncal (Assemblée de la Vallée de Roncal), conseil de la vallée traditionnel.
La Junta est composée de 21 membres : trois par commune, dont le maire de chacune d'entre elles. Les assemblées ont traditionnellement lieu à Roncal, chef-lieu de la comarque, le maire de cette localité assurant la présidence de la junta. Néanmoins, en juillet et en septembre, l'assemblée se tient à Isaba et Urzainqui respectivement, la présidence étant alors assumée par le maire desdites communes.
L'assemblée est compétente en diverses matières concernant les intérêts communs de la vallée : développement économique, tourisme, environnement, agriculture, etc. Les actes de la junta sont exécutés dans le cadre légal de la communauté forale de Navarre et de l'Espagne.
Au niveau de l'administration territoriale, la Vallée de Roncal est intégrée à la comarque des Pyrénées Orientales (Roncal-Salazar) et à la mérindade de Sangüesa. En matière judiciaire, elle relève de la circonscription d'Aoiz.

## Démographie
La vallée de Roncal n'a cessé depuis trente ans de voir sa population diminuer, en dépit du développement d'activités touristiques.
| Ville     | 1975 | 1981 | 1986 | 1991 | 1996 | 2001 | 2005 |
| --------- | ---- | ---- | ---- | ---- | ---- | ---- | ---- |
| Bidángoz  | 138  | 133  | 120  | 111  | 117  | 106  | 114  |
| Burgui    | 318  | 287  | 278  | 258  | 253  | 233  | 235  |
| Garde     | 244  | 236  | 229  | 217  | 201  | 189  | 185  |
| Isaba     | 681  | 652  | 605  | 586  | 562  | 510  | 481  |
| Roncal    | 413  | 422  | 415  | 387  | 364  | 331  | 303  |
| Urzaingui | 157  | 150  | 129  | 120  | 111  | 103  | 106  |
| Uztárroz  | 393  | 377  | 340  | 324  | 289  | 242  | 220  |
| TOTAL     | 2344 | 2257 | 2116 | 2003 | 1897 | 1714 | 1644 |

La population est par ailleurs vieillissante, puisque l'âge moyen y est de 48,50 ans, la part des plus de 59 ans s'élevant à 34,26 %.

## Économie
L'économie est principalement axée sur le pastoralisme, dans cette région montagneuse orientée depuis toujours vers l'élevage. La pêche, le ski de fond et la randonnée entretiennent cependant un tourisme rural, occupant désormais une majorité de la population, mais n'enrayant pas le déclin progressif de la population permanente.

## Langue

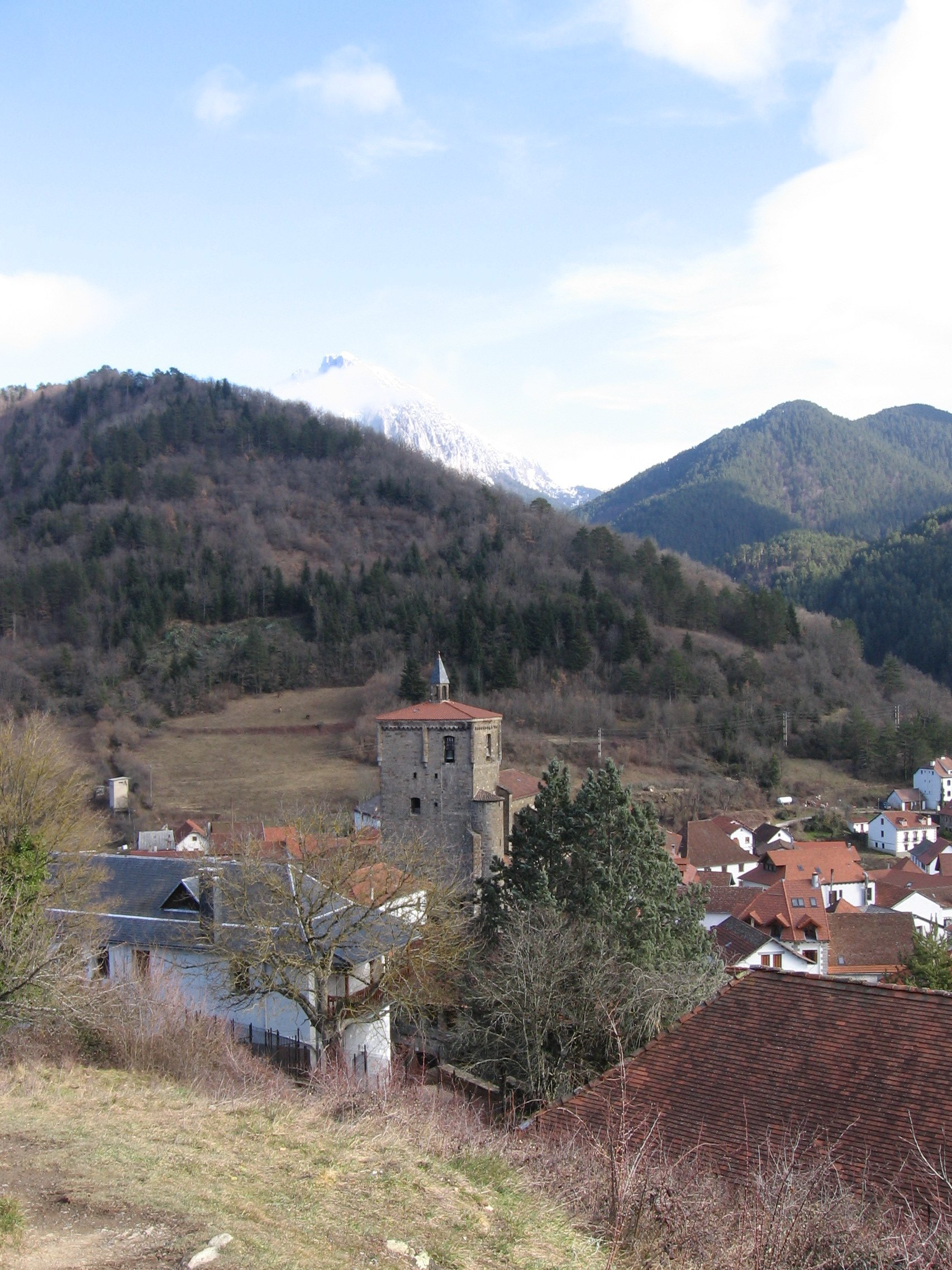
Isaba / Izaba.

La vallée de Roncal appartient à la zone mixte de la communauté forale de Navarre, à savoir que le basque y est coofficiel, et peut y être utilisé de droit par tous les citoyens dans ses rapports avec l'administration, qui, en revanche, n'adopte que le castillan dans leurs actes (dans la zone bascophone, le basque a la même valeur juridique que l'espagnol).
La population de la vallée est très majoritairement hispanophone, moins de 20 % des habitants de la vallée parlant peu ou prou l'euskara, avec des variations selon les communes, comme le montre le tableau ci-dessous  :
| Ville     | Hispanohones uniquement | Bascophones | % Bascophones |
| --------- | ----------------------- | ----------- | ------------- |
| Bidángoz  | 98                      | 8           | 7,55 %        |
| Burgui    | 198                     | 35          | 15,02 %       |
| Garde     | 180                     | 9           | 4,76 %        |
| Isaba     | 387                     | 123         | 24,12 %       |
| Roncal    | 258                     | 73          | 22,05 %       |
| Urzainqui | 87                      | 16          | 15,53 %       |
| Uztárroz  | 193                     | 49          | 20,25 %       |
| TOTAL     | 1401                    | 313         | 18,26 %       |

La survie de l'euskara dans la vallée n'est plus assurée par les anciennes générations, puisque seuls 1,65 % des habitants l'ont pour langue maternelle. Les autres l'ont appris à la suite de la mise en place d'un système d'enseignement bilingue depuis les années 1980. Ce développement de l'enseignement en basque a favorisé l'assimilation du basque unifié (batua), qui remplace désormais le dialecte local : le roncalais (roncalés), ou uskara. Ce dialecte du basque, parlé dans les sept communes de la vallée, était depuis Bonaparte considéré comme un simple dialecte du souletin. Resurrección María de Azkue le classa comme dialecte autonome. L'isolement de la vallée explique sans doute ses particularismes, le roncalais étant considéré comme le plus original des dialectes basques, mais aussi comme l'un des plus purs et des plus conservateurs (ayant très peu évolué durant les siècles). Son dernier locuteur natif, Fidela Bernat, s'est éteint en 1991, non sans avoir été durant de longues années soigneusement interrogé par des linguistes, désireux de recueillir les derniers témoignages vivants du dialecte le plus oriental et peut-être le plus authentique du basque.

## Culture et traditions
- La tradition la plus connue de la vallée est le tribut multiséculaire versé chaque 13 juillet par les voisins français de la vallée béarnaise Barétous. Cette cérémonie, la Junte de Roncal, est connue sous le nom de Tribut des Trois Vaches, en raison de la nature même du tribut.

## Gastronomie
- Fromage de Roncal, fait de lait de brebis, et détenteur d'une appellation d'origine contrôlée

## Liens
- Page officielle de la Vallée
- Page consacrée à l'uskara ou roncalais